# 神恵内村立神恵内中学校
神恵内村立神恵内中学校（かもえないそんりつ かもえないちゅうがっこう）は、北海道古宇郡神恵内村横澗にある神恵内村唯一の公立中学校。

## 概要
- 2014年（平成26年）現在、生徒数は21名である。

## 教育目標
- 意欲的で学び続け生徒
- 心豊かで思いやりのある生徒
- 健康でたくましい生徒[3]

## 学区
- 神恵内村全域[4]